# 田原虎次
田原 虎次（たはら とらじ、1917年11月11日 - 1995年7月7日）は、日本の農業機械学者。東京農工大学名誉教授。

## 経歴
福岡県出身。1935年福岡県中学修猷館を経て、1943年九州帝国大学農学部農業工学科を卒業。
東京農林専門学校教授を経て、1949年同校が東京農工大学に統合されると、1950年助教授となり、1962年教授に就任。1969年には付属図書館館長を務めた。
1981年日本大学農獣医学部農業工学科教授に就任。1987年定年退職。
1990年勲三等旭日中綬章。